# حسین کامل
حسین کامل (عربی: السلطان حسين كامل؛ زاده ۲۱ نوامبر ۱۸۵۳ درگذشته ۹ اکتبر ۱۹۱۷) یک سلطان اهل مصر بود.